# 孔迪亞瓦-根博格爾縣
6°01′S 144°58′E / 6.017°S 144.967°E
孔迪亞瓦-根博格爾縣（英語：Kundiawa-Gembogl District），是巴布亞新畿內亞的縣份之一，位於新畿內亞島中部，由欽布省負責管轄，首府設於孔迪亞瓦，面積475平方公里，2011年人口78,521，人口密度每平方公里170人。